# Renault Racoon
La Renault Racoon è una concept car anfibia prodotta dalla casa automobilistica francese Renault e presentata al salone dell'automobile di Ginevra del 1993. Il suo debutto in anteprima mondiale avvenne un anno prima tramite un cortometraggio innovativo che combinava computer grafica e riprese reali. Fu il primo veicolo ad essere presentato con questa modalità. 

## Contesto
"Racoon" in francese si traduce in italiano con "procione". La somiglianza tra l'auto e l'animale, secondo i designer dell'epoca, risiede nella loro abilità nell'arrampicarsi. 
Progettata da Patrick Le Quément e da un team di ingegneri, la Racoon era un veicolo fuoristrada avveniristico con capacità sia terrestri che acquatiche. Il peso totale supera di poco i 1500 kg ma, grazie a due turbine, la concept può navigare su acque calme. Dopo il debutto a Ginevra, la Racoon fece diverse apparizioni in altri saloni automobilistici, ma Renault non dimostrò mai le sue abilità nel mondo reale. L'unica testimonianza delle sue potenzialità rimane il video promozionale con cui è stata presentata. 

## Stile
Questo prototipo di SUV, che assomiglia a un veicolo spaziale della NASA, vanta una scocca a forma di rover lunare con una grande cupola elettrica realizzata in vetro idrorepellente antipioggia, che può essere aperta tramite un piccolo telecomando.  Il vetro viene pulito da un sistema a ultrasuoni in grado di respingere le gocce d'acqua. 
L'abitacolo può ospitare due persone nella parte anteriore e un'altra nel sedile posteriore montato centralmente. Questa configurazione elimina la console centrale, quindi il cambio e i comandi ausiliari sono posizionati sul lato destro del conducente. Tra le caratteristiche estremamente avanzate per gli anni '90 ci sono le telecamere al posto degli specchi retrovisori e un sistema di navigazione satellitare, un telefono di bordo e un sistema di telecamere a infrarossi per la visione notturna. Questi elementi funzionano in combinazione con un innovativo head-up display proietta le immagini su un pezzo di vetro rotondo posto dietro il volante.

## Caratteristiche tecniche
La Racoon è costruita su un telaio in acciaio ad alta resistenza con un sistema di sospensioni elettro-idrauliche indipendenti. Queste sospensioni permettono al conducente di regolare l'altezza del veicolo per migliorare la distanza dal suolo, mantenendo il veicolo livellato su terreni irregolari.
Il motore della Racoon è un V6 in alluminio da 3,0 litri twin-turbo Peugeot-Renault-Volvo, in grado di sviluppare 262 CV (193 kW) a 5.500 giri/min e 363 Nm di coppia a 2.500 giri/min. La potenza era trasmessa a tutte e quattro le ruote attraverso una trasmissione manuale a sei marce completamente sincronizzate e un sistema di trazione integrale permanente con tre scatole di trasferimento. La velocità massima raggiunge i 155 km/h su terra e 5 nodi in acqua grazie a due idrogetti azionati dal motore.